# Ращак
Ращак  (на македонска литературна норма: Раштак) е село в община Гази Баба на Северна Македония.

## География
Селото е разположено в областта Църногория, североизточно от Скопие в подножието на Скопска Църна гора.

## История
В края на XIX век Ращак е село в Скопска каза на Османската империя. Църквата „Свето Възнесение Господне“ („Свети Спас“) е построена в 1861 година. Според статистиката на Васил Кънчов („Македония. Етнография и статистика“) към 1900 година в Ращакъ живеят 230 българи християни и 270 арнаути мохамедани.
В началото на XX век цялото християнско население на селото е под върховенството на Българската екзархия. По данни на секретаря на екзархията Димитър Мишев („La Macédoine et sa Population Chrétienne“) в 1905 година в Ращак има 368 българи екзархисти и функционира българско училище.
При избухването на Балканската война 3 души от Ращак са доброволци в Македоно-одринското опълчение.
След Междусъюзническата война в 1913 година селото попада в Сърбия.
На етническата си карта от 1927 година Леонард Шулце Йена показва Растак (Rastak) като албанско село.
На етническата си карта на Северозападна Македония в 1929 година Афанасий Селишчев отбелязва Ращак като смесено българо-албанско село.
Според преброяването от 2002 година Ращак има 367 жители.
| Националност     | Всичко |
| северномакедонци | 362    |
| албанци          | 0      |
| турци            | 0      |
| роми             | 0      |
| власи            | 0      |
| сърби            | 2      |
| бошняци          | 0      |
| други            | 3      |

## Личности
Родени в Ращак
- Коста Поптръпчев, български свещеник[8]
- Петър Георгиев, български революционер от ВМОРО, четник на Никола Костов[9] и на Ной Димитров[10]
- Трайко Попов, комунист, деец на ВМРО